# فيونا سبينس
فيونا سبينس (بالإنجليزية: Fiona Spence)‏ هي ممثلة أسترالية وبريطانية، ولدت في 10 أكتوبر 1948 في كنت في المملكة المتحدة.

## وصلات خارجية
- فيونا سبينس على موقع IMDb (الإنجليزية)
- فيونا سبينس على موقع قاعدة بيانات الفيلم (الإنجليزية)
- فيونا سبينس على موقع كينوبويسك (الروسية)